# The Boys (album Girls’ Generation)
The Boys – trzeci album studyjny południowokoreańskiej grupy Girls’ Generation, wydany 19 października 2011 roku przez wytwórnię SM Entertainment. Osiągnął 1 pozycję na listach przebojów w Korei Południowej. Album był promowany przez singel o tym samym tytule.
Album został wydany ponownie 8 grudnia 2011 roku pod nowym tytułem MR.TAXI. Płytę promował singel Mr. Taxi. Album The Boys sprzedał się w nakładzie 460 959 egzemplarzy w Korei Południowej (stan na rok 2015).

## Lista utworów

### The Boys
| Nr  | Tytuł                                                                  | Słowa                      | Muzyka                                                              | Czas |
| --- | ---------------------------------------------------------------------- | -------------------------- | ------------------------------------------------------------------- | ---- |
| 1.  | "The Boys"                                                             | Yoo Young-jin              | DOM, Richard Garcia, Taesung Kim, Teddy Riley                       | 3:48 |
| 2.  | "Telepathy" (kor. 텔레파시)                                            | Kim Boo-min                | Hitchhiker                                                          | 3:45 |
| 3.  | "Say Yes"                                                              | Kim Young-hu               | Kim Young-hu                                                        | 3:46 |
| 4.  | "Trick"                                                                | Jo Yoon-kyung              | Sarah Lundback Bell, Martin Hansen                                  | 3:15 |
| 5.  | "Bomnal (How Great Is Your Love)" (kor. 봄날 (How Great Is Your Love)) | Choi Soo-young             | Jean T. Na & Jenny Hyun (Jenzye)                                    | 3:54 |
| 6.  | "My J"                                                                 | Hwang Sung-je              | Hwang Sung-je                                                       | 3:53 |
| 7.  | "Oscar"                                                                | Kim Jung-bae               | Kenzie                                                              | 3:23 |
| 8.  | "Top Secret"                                                           | Hong Ji-yu                 | Peter Wennerberg, Mathias Venge, Gabriella Jangfeldt, Sharon Vaughn | 2:59 |
| 9.  | "Lazy Girl (Dolce Far Niente)"                                         | Kim Tae-yoon               | Lucas Secon, Thomas Troelsen                                        | 3:05 |
| 10. | "Jejarigeoreum (Sunflower)" (kor. 제자리걸음 (Sunflower)               | Kim Boo-min                | Hitchhiker                                                          | 3:50 |
| 11. | "Vitamin" (kor. 비타민)                                                | Hwang Hyun                 | Hwang Hyun                                                          | 3:10 |
| 12. | "Mr. Taxi" (wer. koreańska)                                            |                            |                                                                     |      |
| 13. | "The Boys" (wer. angielska)                                            | Tiffany Hwang, Teddy Riley | Teddy Riley, Taesung Kim, DOM, Richard Garcia                       | 3:47 |

### MR.TAXI
| Nr  | Tytuł                                                                  | Słowa                      | Muzyka                                                              | Czas |
| --- | ---------------------------------------------------------------------- | -------------------------- | ------------------------------------------------------------------- | ---- |
| 1.  | "Mr. Taxi" (wer. koreańska)                                            | STY                        | STY, Scott Mann, Chad Royce, Paolo Prudencio, Allison Veltz         | 3:32 |
| 2.  | "The Boys"                                                             | Yoo Young-jin              | DOM, Richard Garcia, Taesung Kim, Teddy Riley                       | 3:48 |
| 3.  | "Telepathy" (kor. 텔레파시)                                            | Kim Boo-min                | Hitchhiker                                                          | 3:45 |
| 4.  | "Say Yes"                                                              | Kim Young-hu               | Kim Young-hu                                                        | 3:46 |
| 5.  | "Trick"                                                                | Jo Yoon-kyung              | Sarah Lundback Bell, Martin Hansen                                  | 3:15 |
| 6.  | "Bomnal (How Great Is Your Love)" (kor. 봄날 (How Great Is Your Love)) | Choi Soo-young             | Jean T. Na & Jenny Hyun (Jenzye)                                    | 3:54 |
| 7.  | "My J"                                                                 | Hwang Sung-je              | Hwang Sung-je                                                       | 3:53 |
| 8.  | "Oscar"                                                                | Kim Jung-bae               | Kenzie                                                              | 3:23 |
| 9.  | "Top Secret"                                                           | Hong Ji-yu                 | Peter Wennerberg, Mathias Venge, Gabriella Jangfeldt, Sharon Vaughn | 2:59 |
| 10. | "Lazy Girl (Dolce Far Niente)"                                         | Kim Tae-yoon               | Lucas Secon, Thomas Troelsen                                        | 3:05 |
| 11. | "Jejarigeoreum (Sunflower)" (kor. 제자리걸음 (Sunflower)               | Kim Boo-min                | Hitchhiker                                                          | 3:50 |
| 12. | "Vitamin" (kor. 비타민)                                                | Hwang Hyun                 | Hwang Hyun                                                          | 3:10 |
| 13. | "The Boys" (wer. angielska)                                            | Tiffany Hwang, Teddy Riley | Teddy Riley, Taesung Kim, DOM, Richard Garcia                       | 3:47 |

## Notowania
| Lista                           | Pozycja |
| ------------------------------- | ------- |
| Gaon Weekly Albums Chart        | 1       |
| Gaon Monthly Albums Chart       | 1       |
| Gaon Yearly Albums Chart (2011) | 1       |
| Gaon Yearly Albums Chart (2012) | 33      |
| SNEP                            | 130     |
| Oricon Weekly Album Chart       | 2       |
| Oricon Yearly Album Chart       | 2       |
| Promusicae                      | 64      |
| G-Music                         | 3       |
| Billboard World Albums          | 2       |
| Billboard Heatseekers Albums    | 17      |